# 山城彬成
山城 彬成（やましろ よしなり、1923年2月7日 - 1996年2月6日）は、日本の経営者。日本鋼管社長、会長を務めた。新潟県新潟市出身。

## 経歴・人物
1946年に東京帝国大学法学部政治学科を卒業し、翌年に日本鋼管に入社した。経理部長などを経て、1976年に取締役に就任し、常務、専務を経て、1982年に副社長に就任し、1985年6月に社長に昇格した。1992年6月から会長を務めた。
経済同友会副代表幹事も務めた。
1986年に藍綬褒章を受章した。
1996年2月6日肺炎のために死去。72歳没。